# ستانلي فاي
ستانلي فاي (بالإنجليزية: Stanley Fay)‏ هو لاعب كرة قدم أمريكية أمريكي، ولد في 18 فبراير 1910، وتوفي في 31 أغسطس 1987.